# (36139) 1999 RY167
1999 RY167 (asteroide 36139) é um asteroide da cintura principal. Possui uma excentricidade de 0.12295340 e uma inclinação de 11.16470º.
Este asteroide foi descoberto no dia 9 de setembro de 1999 por LINEAR em Socorro.